# Felstortunnel
Der Felstortunnel, oft auch Felsentor von Etterzhausen genannt, war ein Eisenbahntunnel auf der Bahnstrecke Nürnberg–Regensburg bei Etterzhausen. Mit einer Länge von 16 Metern galt er als Deutschlands kürzester Eisenbahntunnel. (Das mit 18 Metern kürzeste Bauwerk im Netz der DB ist gegenwärtig der Glasträger-Tunnel III bei Hornberg an der Schwarzwaldbahn.) Der Felstortunnel lag in einem Naturschutzgebiet und unterquerte eine etwa 20 Meter hohe Felsrippe.

## Geschichte

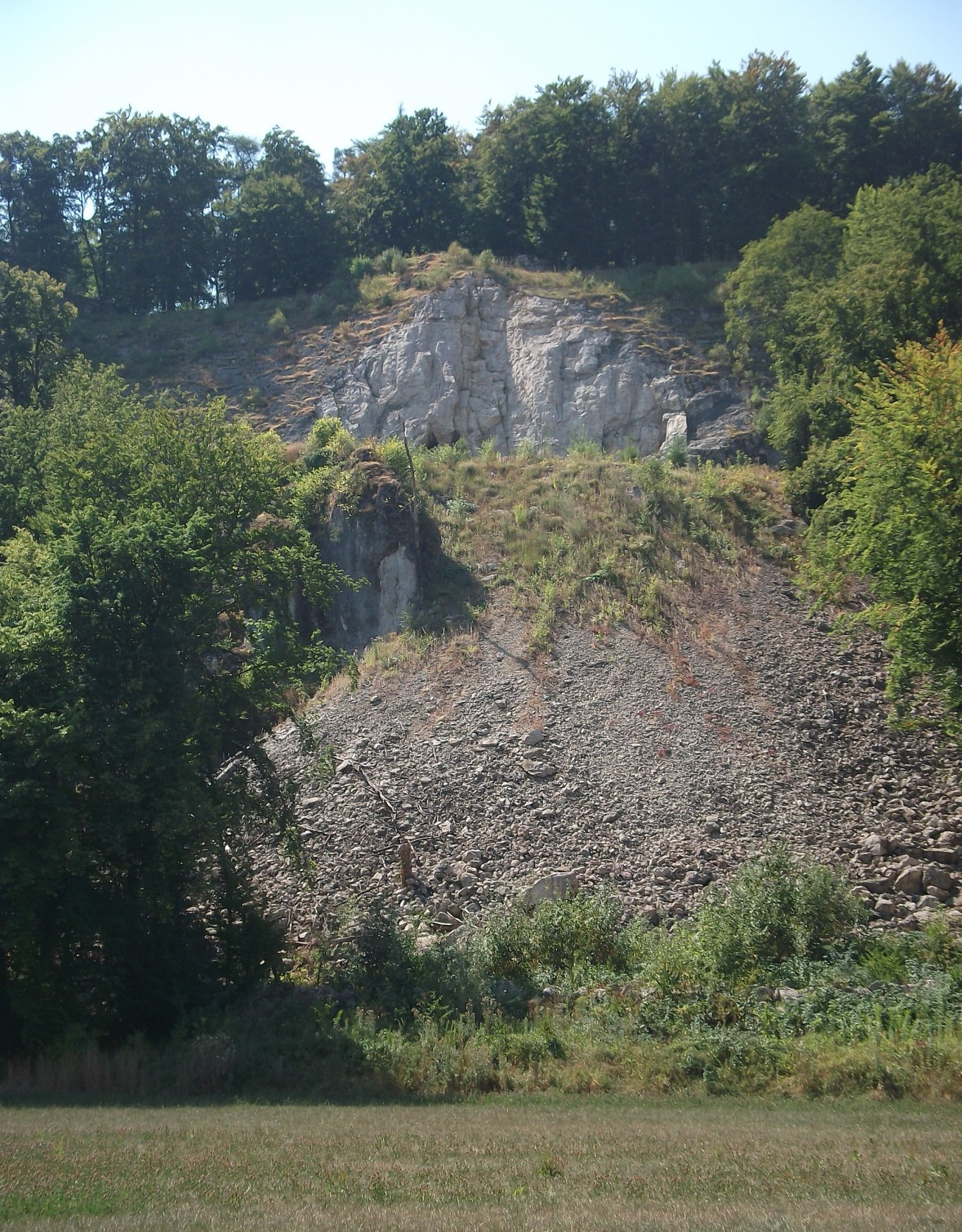
Schutt unterhalb des gesprengten Felsentors (2015)

Der Tunnel wurde in den Jahren 1869 und 1870 gebaut und mit der Bahnstrecke Nürnberg–Regensburg im Jahr 1873 in Betrieb genommen. Eine erste Sanierung des Tunnels erfolgte um 1970. Dabei wurde eine nicht tragende Spritzbetonverkleidung zur Sicherung des Gesteins eingebaut. Im Jahr 1990 wurden Sicherungsanker und Messeinrichtungen zur ständigen Überwachung des Tunnels eingebaut. Der Unterhalt des Tunnels kostete nach Bahnangaben zuletzt etwa 25.000 Euro pro Jahr.
Der Tunnel wurde am 31. Mai 2010 gesprengt. Grund waren nach Angaben der DB Netz AG der schlechte Zustand des Gesteins und die hohen Kosten für die Absicherung. Im Zuge der Sprengung wurden 11.000 Tonnen Gestein gelöst. Die für die Maßnahme eingerichtete Sicherheitszone umfasste einen Umkreis von 800 Metern. Die Vorbereitungen für die Explosion, in deren Rahmen rund 240 Bohrlöcher in eine Tiefe von bis zu 36 Meter gebohrt wurden, hatten Anfang Mai 2010 begonnen. Zum Einsatz kamen etwa 1,7 Tonnen Sprengstoff. Aufgrund der schlechten Straßenanbindung wurde ein Großteil der Felstrümmer nicht abtransportiert, sondern am Fuß des Hangs liegengelassen bzw. zu einem Wall aufgestapelt.
Bereits beim Bau des Tunnels war eine Höhle entdeckt worden, in der Archäologen 1911 zahlreiche Funde aus der Steinzeit bergen konnten. Neuere Grabungen kurz vor der Sprengung brachten mehrere hundert neue Funde zu Tage. Anschließend wurde die Höhle wieder verschlossen und gesichert, um sie vor der Zerstörung durch die Sprengung zu bewahren.